# 지온 (음악 그룹)
지온(Z:ON)은 대한민국의 남성 2인조 댄스 팝 음악 그룹이었다.

## 디스코그래피

### 음반
- 2016년 《Z:ON 싱글 음반 - 어색한 사이》